# Гай Ліциній Макр Кальв
Гай Ліциній Макр Кальв (лат. Gaius Licinius Macer Calvus; 82 — 47 роки до н. е.) — давньоримський красномовець та поет літературного напрямку неотериків.

## Життєпис
Походив з роду нобілів Ліциніїв. Син Гая Ліцинія Макра, відомого історика-анналіста. Про молоді роки мало відомо. Здебільшого виступав з промовами, водночас складав вірші. Був другом відомого поета Катулла. Як красномовець Кальв був прихильником аттикізма на противагу Цицерону, прихильнику азіанізма. З доробку Ліцинія збереглося 21 промова.
За своїми політичними поглядами був противником Гая Цезаря, при цьому особливо у політичні та державні справи не втручався.

## Творчість
З доробку Гая Ліцинія як поета мало чого збереглося дотепер. Відомо, що він писав елегії та епіграми. Також є відомості про його епічну поему «Іо».